# Givenich
Givenich (Luxemburgs: Giwenech) is een plaats in de gemeente Rosport-Mompach en het kanton Echternach in Luxemburg.
Givenich telt 39 inwoners (2006).
Givenich maakte deel uit van de gemeente Mompach totdat deze op 1 januari 2018 fuseerde met de gemeente Rosport tot de huidige gemeente Rosport-Mompach.
Born · Boursdorf · Dickweiler · Girst · Girsterklaus · Givenich · Herborn · Hinkel · Lilien · Moersdorf · Mompach · Osweiler · Rosport · Steinheim

Luxemburgse gemeenten · Kanton Echternach · Luxemburg